# Абу Бакр ибн Умар
Абу Бакр ибн Умар аль-Ламтуни (араб. أبو بكر بن عمر‎; год рождения неизвестен — год смерти 1087) — вождь берберского племени лемтуны. Сподвижник основателя союза Альморавидов Абдуллы ибн Ясина. После смерти своего брата Яхьи в 1056 году стал военным руководителем союза Альморавидов.
После смерти Абдуллы ибн Ясина (1058 или 1059 год) среди оставшихся в Сахаре племён альморавидов возникли раздоры, которые быстро перешли в открытую войну. Абу Бакр, находившийся тогда в Магрибе, был вынужден поспешить в Сахару для восстановления порядка. Командующим войсками Альморавидов в Магрибе Абу Бакр, под влиянием своей жены Зейнаб, назначил своего племянника Юсуфа ибн Ташфина.
Абу Бакру удалось быстро восстановить порядок среди берберов Сахары и Сенегала и после этого направить свои силы на негров Судана. После войны в Судане Абу Бакр вернулся в Магриб (1071—1072 годы), но, увидев насколько сильно окрепли Альморавиды при Юсуфе и насколько хорошо и умело он преуспевает в качестве руководителя, посчитал, что Юсуф более достоин быть правителем Альморавидов, чем он, и, сложив с себя полномочия правителя, сам же вернулся в Сахару с целью распространить Ислам на другие африканские племена, вплоть до самой своей смерти в 1087 году.